# Żurrieq
Żurrieq és una ciutat de la Regió del Sud de Malta. És una de les ciutats més antigues del país, i té una població d'11.823 habitants al març de 2014. Żurrieq és una de les 10 parròquies que es documenten l'any 1436 i està dedicada a Santa Caterina. L'illa de Filfla és administrativament una part de la ciutat. La ciutat s'estén des de Nigret fins a Hal Far. Antigament la ciutat tenia frontera amb Żejtun. El poble de Qrendi va formar part de la parròquia de Żurrieq fins al 1618 quan es va convertir en parròquia pròpia.
Żurrieq forma part del Districte 5 i vota per l'ajuntament cada cinc anys. El consistori està format per nou membres, un d'ells és l'alcalde. L'actual alcaldessa de Żurrieq és Rita Grima. L'arxiprestat parroquial és mossèn Daniel Cardona, ajudat per mossèn Raymond Cassar i mossèn Karm Camilleri.